# کلودیا کرتی
کلودیا کرتی (انگلیسی: Claudia Cretti؛ زادهٔ ۲۴ مهٔ ۱۹۹۶) دوچرخه‌سوار اهل ایتالیا است.